# アブドゥッラー・ビン・アブドゥルアズィーズ
アブドゥッラー・ビン・アブドゥルアズィーズ・アール＝サウード（アラビア語: عبد الله بن عبد العزيز آل سعود, ラテン文字転写: Abdullah bin Abdulaziz Al Saud、1924年4月1日 - 2015年1月23日）は、第6代サウジアラビア国王（2005年8月1日 - 2015年1月23日）。初代国王イブン・サウードの37人の息子の一人で、第5代国王ファハドの異母弟。日本では「アブドラ国王」と表記されることが多い。ワッハーブ派イマームとしてはアブドゥッラー3世と呼ばれる。
サウジアラビアで発行されている5種類のリヤール紙幣に肖像が使用されている。

## 生涯
アブドゥッラーは、イブン・サウードの第8夫人ファハダ・ビント・アル＝アースィー・アッ＝シュライム（シャンマル族の出身）の子としてリヤドで生まれた。ファハダは以前、ジャバル・シャンマル王国ラシード家の第10代当主で、1920年に殺害されたサウード（Saud bin ʿAbdulazīz）と結婚していたことがある。アブドゥッラーは、サウード家のために設けられた学校で宗教上の権威者と知識人から前半生の教育を受けた。
1963年に国家警備隊司令官に就任し、1975年に第3代国王ファイサルが暗殺され第4代国王ハーリドが即位すると、国家警備隊司令官と兼任する形で第二副首相に任命された。
1982年6月に第4代国王ハーリドが崩御し第5代国王ファハドが即位すると、王太子兼副首相に昇格、国家警備隊司令官の地位にも留任した。第5代国王ファハドが1995年に脳卒中で倒れて以来、王太子の地位にあったアブドゥッラーは事実上の摂政として国政の実権を握る。

### 治世

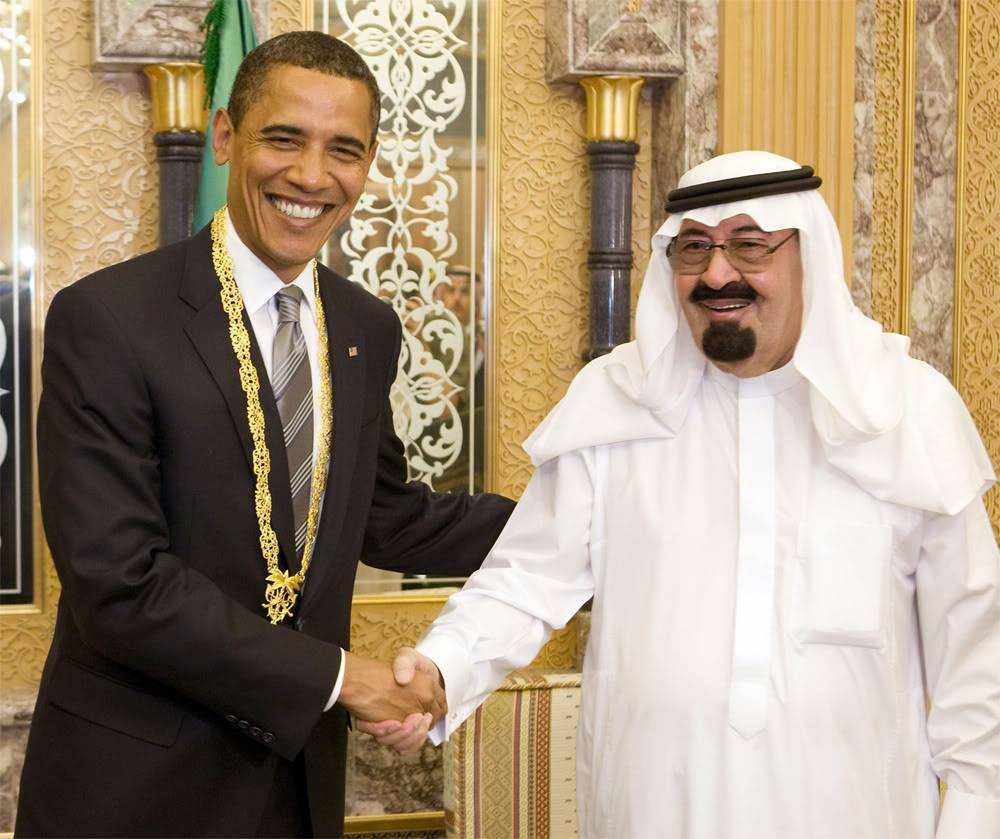
アメリカのバラク・オバマ大統領とアブドゥッラー（2014年撮影）

2005年8月1日、第5代国王ファハドが崩御し第6代国王に即位した。首相を兼任し国家警備隊司令官の地位にも留任した。2008年にキング・ファイサル国際賞イスラーム奉仕部門を受賞した。2010年11月13日、椎間板ヘルニアを患っていることが明らかになり、間もない同年11月17日、37年以上務めていた国家警備隊司令官の座を息子のムタイブ・ビン・アブドゥッラー王子に譲った。
2015年1月23日崩御。5人の妻を持ち、7人の王子と15人の王女がいた。王位は王弟のサルマーン・ビン・アブドゥルアズィーズ王太子が継承。

## 内政と外交姿勢
アブドゥッラーは映画館の解禁や女性の登用などサウジアラビアの近代化に努力しており、サウジアラビア初の高層ビルであるアブラージュ・アル・ベイト・タワーズはアブドゥルアズィーズ王寄贈事業の一環として建設された。一方、サウジアラビアの王室は世界中のマドラサに出資しており、サウジアラビアはアフガニスタンのターリバーンの、主要な支援者でもあった。
ただしターリバーンへの支援はムジャヒディーン時代にしかなくアメリカに比べるとほんのわずかな金額である。アルカイーダへの支援はなかったと2004年のアメリカの独立調査で判明している。2001年9月11日のアメリカ同時多発テロ事件のあと、サウジアラビアとアラブ首長国連邦はターリバーン政権の承認を取り下げた。また、テロ組織への支援の証拠はないということにも注意すべきである。saar foundationへの調査でも証拠は見つからなかった。
2002年にはいわゆるアラブ和平イニシアティブを提唱した。これは当時サウジアラビアがイスラエルに対する、和平の最初の試みであると受け止められた。この計画はイスラエルに対し、パレスチナ自治政府に占領地区のほとんど全部を返還し、パレスチナ自治政府を承認するよう呼びかけたものであった。それと引き換えに、アブドゥッラーは前例の無い譲歩を申し出た。これには、アラブとイスラエルの衝突を終わらせイスラエルと和平条約を結ぶことや、イスラエル国を承認すること（1947年に国連による分割案が国連総会で承認されているにもかかわらず）、およびアラブとイスラエル間の国交正常化の成立といったものが掲げられた。これは先代のファハド国王が提案し、イスラエルの生存権を事実上黙認したフェズ憲章を踏襲したものとされる。この計画は、フェズ憲章と同じようにアラブ連盟の首脳会議が全会一致で可決し、イスラム諸国会議機構全加盟国の支持も受け、当時のイスラエル国防大臣だったベンヤミン・ベン・エリエゼルも「シオニズム運動史上最大の成果」と歓迎したものの、具体的な交渉で頓挫した。2007年のリヤドで開かれたアラブ連盟首脳会議でもイニシアチブが再確認され、ヤセル・アラファトの後を継いだマフムード・アッバースも「ヌアクショットからインドネシアまで全アラブ・イスラム諸国がイスラエルと平和を築く」としてイニシアチブの受け入れの要求をイスラエルの各主要新聞で大々的に宣伝した。一方、ガザ政府のハマースはイスラエルの承認になることからイニシアチブに否定的であり、拒否する姿勢を示した。
アラブの春に際しては、シリアの友人たちの一員としてシリア内戦に介入し、2011年バーレーン騒乱では湾岸協力会議の盟主として軍をおくった。安全保障面ではバンダル・ビン・スルターンを側近として重用していた。

## 慈善活動
2005年1月3日に、リヤドのアブドゥルアズィーズ国王医療センターで執刀された2人のポーランド人の結合双生児の手術費用を負担した。アブドゥッラーはこの双子のことをインターネットで情報を知った医師から知らされたのだという。14ヶ月児のダリアとオルガは15時間にわたる外科手術の後、無事分離された。

## アメリカ合衆国との関係
アメリカ合衆国を何度も訪れている。
- 1976年10月、リヤドで高い地位に就く準備をしているとき、アメリカ合衆国へ赴き当時の大統領ジェラルド・フォードに面会している。
- 1987年10月にもアメリカ合衆国へ赴き、当時の副大統領ジョージ・H・W・ブッシュに会っている。
- 1998年9月にはアメリカ合衆国を公式訪問し、ワシントンD.C.で当時の大統領ビル・クリントンと会談した。
- 2000年9月にはニューヨークの国連でのミレニアム祝賀会に出席した。

## テロリズムに対する姿勢
2003年9月11日、アメリカ同時多発テロ2周年のとき、当時王太子だったアブドゥッラーはアメリカ合衆国大統領ジョージ・W・ブッシュ宛に書簡を送っている。その書簡の末尾は次の通りである。